# Maladie de Tangier
La maladie de Tangier ou analphalipoprotéinémie est un trouble rare du métabolisme des lipoprotéines, caractérisé par une absence quasi complète de lipoprotéines de haute densité (HDL) dans le plasma.

## Épidémiologie
La prévalence de la maladie de Tangier est inconnue. Environ 100 cas ont été décrits dans le monde.
Le trouble a été d'abord trouvé parmi les habitants de l'île de Tangier située dans la baie de Chesapeake.

## Clinique

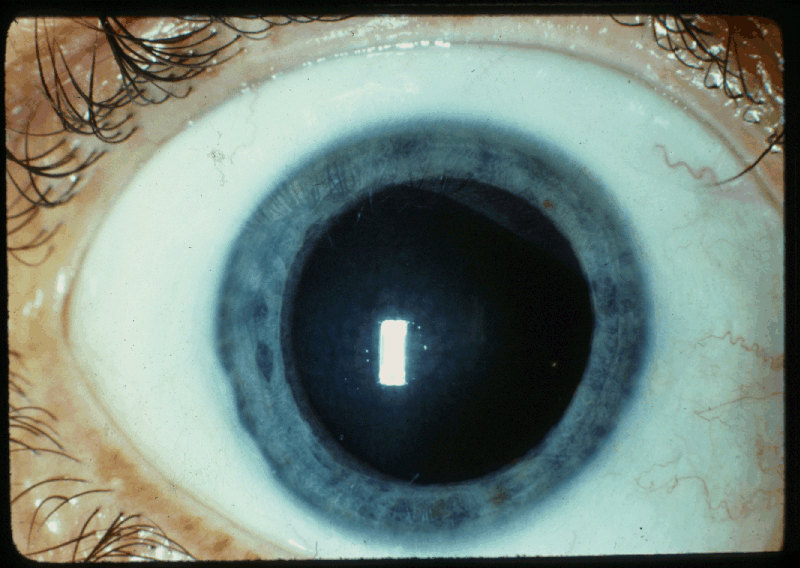
Opacité de la cornée droite chez un patient atteint de maladie de Tangier

Un taux de HDL-cholestérol plasmatique extrêmement bas peut être détecté de manière fortuite à la naissance, mais le signe le plus caractéristique de la maladie est l'augmentation du volume et la coloration typique jaune-orange des amygdales chez les enfants, due à un dépôt de cholestérol dans les lymphocytes et les monocytes. Le foie et la rate peuvent être augmentés de volume et des dépôts de cholestérol peuvent être observés sur la muqueuse rectale. La clinique peut aussi révéler une lymphadénopathie, des douleurs abdominales et des opacités cornéennes. Une anémie est parfois présente.
Parfois les symptômes peuvent se résumer à une neuropathie périphérique, rapportée dans plus de 50 % des cas, sous deux phénotypes majeurs : 
- une mono/polyneuropathie cyclique motrice et sensorielle apparaissant pendant l'enfance et l'adolescence ;
- un syndrome de type syringomyélie avec une hémiplégie faciale bilatérale (diplégie faciale) chez les adultes ayant un antécédent d'amygdalectomie dans l'enfance[3].

À l'âge adulte, les symptômes d'athérosclérose et de la maladie cardiovasculaire ne sont pas toujours présents et peuvent être associés à d'autres facteurs de risque cardiovasculaire : hypertension artérielle, surpoids, tabagisme.

## Étiologie

La maladie de Tangier suit un mode autosomique récessif.

La transmission de la maladie de Tangier suit un mode autosomique récessif. La maladie est due à des mutations du gène ABCA1 (9q31) codant le transporteur à ATP binding cassette (ABC1), une protéine régulatrice du transport du cholestérol intracellulaire vers la surface cellulaire et de son transfert vers le pool de HDL. Les mutations dans le gène ABCA1 résultent en un déficit sévère de cholestérol-HDL plasmatique et en un dépôt d'esters rétinyl et cholestéryl et de caroténoïdes dans les tissus non-adipeux (nerfs périphériques, racines dorsales, foie, rate, amygdales, ganglions lymphatiques, cornée et muqueuse intestinale).

## Diagnostic
Le diagnostic est basé sur la mise en évidence d'un profil lipoprotéique anormal caractérisé par un déficit isolé en HDL (<5 mg/dL) et des taux très bas en apolipoprotéine A1 (ApoA1) (<5 mg/dL), avec uniquement le pré-β1-HDL retrouvé par électrophorèse du plasma. Une hypertriglycéridémie, une diminution des taux de LDL-cholestérol et parfois une diminution du cholestérol plasmatique total, une anémie, une thrombocytopénie et une légère inflammation sont observées. La biopsie cutanée ou de la muqueuse rectale révèle des cellules spumeuses dans les tissus atteints. Le diagnostic est confirmé par test génétique.

## Traitement
La maladie n'a pas de traitement spécifique.